# Важнангер
Важнангер (горномар. Важынӓнгӹр) — деревня в Горномарийском районе Марий Эл Российской Федерации. Входит в состав Виловатовского сельского поселения.
Численность населения — 94 чел. (2010 год).

## География
Располагается в 8 км от административного центра сельского поселения — села Виловатово, на левом берегу реки Большая Сундырка.

## История
Одна из версий происхождения названия деревни — от марийских слов «важын» (развилистый) и «ангыр» (ручей, речка). Согласно преданиям, деревню основали несколько семей, переселившихся из исчезнувшей деревни Соланыр. Впервые в архивных источниках упоминается в 1821 году.

## Население
| 2002 | 2010 |
| ---- | ---- |
| 98   | ↘94  |